# Isophya
Isophya ist eine Heuschrecken-Gattung aus der Unterfamilie der Sichelschrecken (Phaneropterinae).

## Merkmale
Die Tiere wirken oft leicht plump. Die Länge der Antennen entspricht ungefähr der eineinhalbfachen Länge des Körpers. Bei den Männchen ist das Pronotum im Regelfall hinten stärker, bei den Weibchen ist es dagegen wenig oder gar nicht erweitert. Die Elytra sind schuppenförmig (micropter). Bei männlichen Tieren liegt die Basis annähernd vollständig frei und die Stridulationsader ist stets gut zu sehen, bei weiblichen Tieren sind die Elytra lediglich an der Basis leicht verdeckt. Bei den Männchen sind die Cerci stets gekrümmt und am Apex ist in der Regel ein einfacher Zahn vorhanden. Die Subgenitalplatte der Männchen ist mehr oder weniger stark ausgerandet. Der Ovipositor ist gekrümmt sowie am Apex gezähnt. Entweder ruht das Goangulum ventral in der Lamelle oder es ist mit ihr verwachsen. Isophya-Arten weisen normalerweise unterschiedliche Grünabstufungen als Grundfärbung auf. Darüber hinaus können sie, insbesondere dorsal, mehr oder weniger stark mit rötlichbraunen Punkten bedeckt sein.

## Vorkommen
Die Gattung kommt in Europa und Kleinasien vor.

## Systematik
Die Gattung umfasst folgende 89 Arten:
- Artengruppe amplipennis group
  - Isophya amplipennis Brunner von Wattenwyl, 1878
  - Isophya artvin Ünal, 2010
  - Isophya gracilis Miram, 1938
  - Isophya hitit Ünal, 2010
  - Isophya redtenbacheri Adelung, 1907
  - Isophya rodsjankoi Bolívar, 1899
  - Isophya savignyi Brunner von Wattenwyl, 1878
  - Isophya speciosa (Frivaldsky, 1867)
  - Isophya splendida Naskrecki & Ünal, 1995
  - Isophya sureyai Ramme, 1951
- Artengruppe major group
  - Isophya major Brunner von Wattenwyl, 1878
  - Isophya mavromoustakisi Uvarov, 1936
  - Isophya mersinensis Sevgili & Çiplak, 2006
  - Isophya salmani Sevgili & Heller, 2006
- Artengruppe modesta group
  - Isophya andreevae Peshev, 1981
  - Isophya bureschi Peshev, 1959
  - Isophya clara Ingrisch & Pavicevic, 2010
  - Isophya kisi Peshev, 1981
  - Isophya leonorae Kaltenbach, 1965
  - Isophya longicaudata Ramme, 1951
  - Isophya miksici Peshev, 1985
  - Isophya modesta (Frivaldsky, 1867)
  - Isophya petkovi Peshev, 1959
  - Isophya plevnensis Peshev, 1985
  - Isophya pravdini Peshev, 1985
  - Isophya rhodopensis Ramme, 1951
  - Isophya tosevski Pavicevic, 1983
  - Isophya yaraligozi Ünal, 2003
- Artengruppe rectipennis group
  - Isophya ilkazi Ramme, 1951
  - Isophya nervosa Ramme, 1931
  - Isophya pavelii Brunner von Wattenwyl, 1878
  - Isophya rectipennis Brunner von Wattenwyl, 1878
  - Isophya stenocauda Ramme, 1951
  - Isophya triangularis Brunner von Wattenwyl, 1891
- Artengruppe schneideri group
  - Isophya cania Karabag, 1975
  - Isophya hakkarica Karabag, 1962
  - Isophya karabaghi Uvarov, 1940
  - Isophya schneideri Brunner von Wattenwyl, 1878
  - Isophya sikorai Ramme, 1951
  - Isophya thracica Karabag, 1962
- Artengruppe straubei group
  - Isophya anatolica Ramme, 1951
  - Isophya staneki Maran, 1958
  - Isophya straubei (Fieber, 1853)
- Artengruppe zernovi group
  - Isophya autumnalis Karabag, 1962
  - Isophya bicarinata Karabag, 1957
  - Isophya karadenizensis Ünal, 2005
  - Isophya zernovi Miram, 1938

keiner Artengruppe zugeordnet:
- Isophya acuminata Brunner von Wattenwyl, 1878
- Isophya adelungi Stshelkanovtzev, 1910
- Isophya altaica Bei-Bienko, 1926
- Isophya armena Miram, 1938
- Isophya beybienkoi Maran, 1958
- Isophya bivittata Uvarov, 1921
- Isophya boldyrevi Miram, 1938
- Kurzschwänzige Plumpschrecke (Isophya brevicauda) Ramme, 1931
- Isophya brunneri Retowski, 1888
- Isophya camptoxipha (Fieber, 1853)
- Isophya caspica Ramme, 1929
- Isophya ciucasi Iorgu & Iorgu, 2010
- Isophya costata Brunner von Wattenwyl, 1878
- Isophya dobrogensis Kis, 1994
- Isophya doneciana Bei-Bienko, 1954
- Isophya fatrensis Chládek, 2007
- Isophya gulae Peshev, 1981
- Isophya harzi Kis, 1960
- Isophya hemiptera Bei-Bienko, 1954
- Isophya hospodar (Saussure, 1898)
- Isophya iraca Maran, 1977
- Isophya kalishevskii Adelung, 1907
- Isophya kosswigi Demirsoy, 1974
- Gemeine Plumpschrecke (Isophya kraussii) Brunner von Wattenwyl, 1878
- Isophya lemnotica Werner, 1932
- Isophya medimontana Nedelkov, 1907
- Isophya modestior Brunner von Wattenwyl, 1882
- Isophya obtusa Brunner von Wattenwyl, 1882
- Isophya pienensis Maran, 1954
- Isophya posthumoidalis Bazyluk, 1971
- Isophya pylnovi Miram, 1938
- Isophya pyrenaea (Serville, 1838)
- Isophya reticulata Ramme, 1951
- Isophya rizeensis Sevgili, 2003
- Isophya sicula Orci, Szövényi & Nagy, 2010
- Isophya stepposa Bei-Bienko, 1954
- Isophya stysi Cejchan, 1958
- Isophya tartara (Saussure, 1898)
- Isophya taurica Brunner von Wattenwyl, 1878
- Isophya transcaucasica Ramme, 1930
- Isophya uludaghensis Sevgili & Heller, 2003
- Isophya zubowskii Bei-Bienko, 1954

## Belege